# Leon Wyczółkowski
Leon Jan Wyczółkowski (24. dubna 1852, Wola Miastkowska – 27. prosince 1936, Varšava) byl polský malíř a grafik, představitel hnutí Mladé Polsko (Młoda Polska) a hlavní představitel polského realismu v meziválečné éře.

## Život
V letech 1869-1875 se učil na varšavské kreslířské škole, mj. u Wojciecha Gersona. Ve studiu pokračoval na mnichovské akademii u Alexandera von Wagnera. V letech 1877-1879 bral kurzy na krakovské Akademii výtvarných umění u Jana Matejka. V letech 1883-1894 žil na Ukrajině, zde se nadchl pro realistickou malbu. V letech 1895 až 1911 učil na Akademii výtvarných umění v Krakově (od 1899 profesor). Zde způsobil revoluci ve výukových metodách, když do ateliéru přivedl nahé modely. Roku 1897 byl zakládajícím členem Společnosti polských umělců "Sztuka", která reprezentovala Polsko v mezinárodním výstavnickém hnutí. Reprezentoval díky tomu polské umění na Benátském bienále v letech 1914 a 1920, na Světové výstavě v Paříži roku 1900 a na Světové výstavě v St. Louis roku 1904. Roku 1889 navštívil Paříž, kde ho uchvátila výstava Clauda Moneta. V 90. letech 19. století pobýval v Itálii, v roce 1905 navštívil Španělsko, v roce 1915 procestoval Británii a Nizozemí. Byl také vášnivým sběratelem, svou sbírku obrazů ale daroval Velkopolskému muzeu v Poznani, za což obdržel panský dvůr v Gościeradzi u Bydhoště. V letech 1918–1929 žil v Krakově, odkud často jezdil na své panství. V roce 1929 přestěhoval svůj ateliér do Poznaně. V roce 1934 se stal profesorem grafiky na Akademii výtvarných umění ve Varšavě. Roku 1925 měl výstavu v Praze. Po jeho smrti manželka darovala mnoho jeho děl Bydhošťskému muzeu (jež dnes nese jeho jméno), které tak vlastní největší sbírku jeho obrazů, kreseb a grafiky (více než 700 děl). Sbírka je doplněna četnými dokumenty, fotografickým archivem a dalšími originálními předměty z Wyczółkowského sídla v Gościeradzi. Jeho nejreprezentativnější impresionistické obrazy se nacházejí v Národním muzeu v Krakově a v Národním muzeu ve Varšavě.

## Dílo
Zpočátku se věnoval žánru historické malby s až dokumentárním realismem, v té době mj. namaloval jeden obraz s českou tematikou: Vražda sv. Vojtěcha. V Paříži se ovšem nechal ovlivnit impresionisty. Maloval pak dramatické krajiny, akty a pastorální výjevy s impresionistickými světelnými efekty (např. Pádlující rybáři). Poté se na krátkou dobu se dostal pod vliv symbolismu (např. Zkamenělý druid), tehdy bylo v jeho díle také nejvíce vlasteneckých motivů. Díky přátelství s Feliksem Jasieńskim rozšířil svůj zájem i o orientální, zejména japonské motivy (např. Japonská žena). Wyczółkowski byl též mistrem květinového aranžmá a zátiší. Kolem roku 1900 se nadchl pro grafiku, přičemž nejvíce se našel v litografii, ač zkoušel mnohé jiné techniky.